# ماتیا ماسیرو
ماتیا ماسیرو (انگلیسی: Mattia Masiero؛ زادهٔ ۱۸ اکتبر ۱۹۸۶) بازیکن فوتبال اهل ایتالیا است.
از باشگاه‌هایی که در آن بازی کرده‌است می‌توان به باشگاه فوتبال آنکونا، باشگاه فوتبال سورنتو کالچو، باشگاه فوتبال ارورا پرو پاتریا ۱۹۱۹، و باشگاه فوتبال تورینو اشاره کرد.